# Mikowice (Kłodzko)

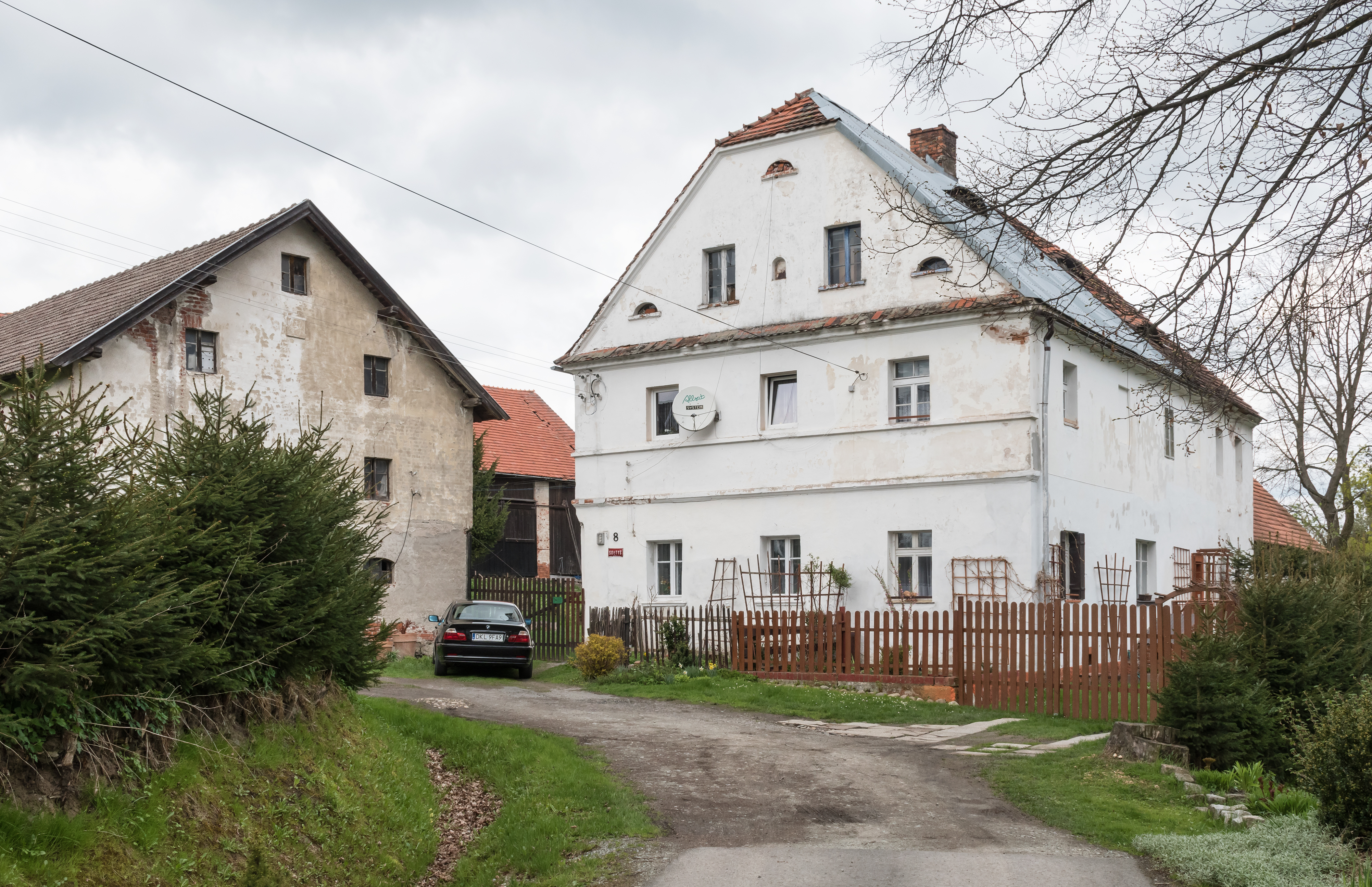
Altes Hofgut in Mikowice

Mikowice (deutsch: Mügwitz) ist ein Ort in der Landgemeinde Kłodzko im Powiat Kłodzki der Wojewodschaft Niederschlesien in Polen. Es liegt vier Kilometer westlich von Kłodzko (Glatz).

## Geographie
Mikowice liegt auf einer Hochebene zwischen der Reinerzer Weistritz polnisch Bystrzyca Dusznicka und der Steine (Ścinawka). Nachbarorte sind Korytów (Koritau) und Piszkowice (Pischkowitz) im Norden, Gołogłowy (Hollenau) im Nordosten, Leszczyny (Hasengraben) im Osten, Szalejów Dolny (Niederschwedeldorf) im Süden, Szalejów Górny (Oberschwedeldorf) im Südwesten und Roszyce (Roschwitz) im Nordwesten. Südlich verläuft die Europastraße 67.

## Geschichte
Mügwitz wurde erstmals 1342 als „Migwitz“ erwähnt. Weitere Schreibweisen waren „Mikowicz“ (1361) und „Mekewicz“ (1368). Es gehörte von Anfang an zum Glatzer Land, mit dem es die Geschichte seiner politischen und kirchlichen Zugehörigkeit teilte. Es bestand in älterer Zeit aus mehreren Anteilen:
- Ein Anteil mit einem Vorwerk und zehn Gärtnern gehörte zum Glatzer Hospital.
- Ein weiterer Anteil bestand aus drei Bauern, die dem Glatzer Augustinerstift-Chorherrenstift gehörten, von dem es 1597 an das Jesuitenkolleg überging.
- Der dritte Anteil, zu dem ebenfalls drei Bauern gehörten, war 1342 im Besitz des Mathes von Pannwitz, 1499 dem Glatzer Landeshauptmann Hanns von Pannwitz auf Rengersdorf und 1540 dem Ludwig von Pannwitz auf Albendorf. Dessen Sohn Heinrich von Pannwitz verkaufte diesen Anteil 1563 dem Adam von Tschischwitz (Zischwitz) auf Gabersdorf. Dessen Sohn Joachim verkaufte ihn 1603 dem Georg von Donig von Zdanitz auf Niedersteine, Schlegel und Ebersdorf. Er veräußerte diesen Anteil von Mügwitz 1615 dem David von Logau. Wegen dessen Beteiligung am Böhmischen Ständeaufstand von 1618 wurden seine Güter 1625 vom böhmischen König Ferdinand II. konfisziert und 1628 anstatt einer Schuldforderung dem Carl von Strasolde übertragen. Dieser übergab im Tauschwege die drei Mügwitzer Bauern dem Glatzer Jesuitenkolleg, dem bereits die drei Bauern gehörten, die ursprünglich im Besitz des Glatzer Augustinerstifts waren.
- Ein Anteil bestand nur aus einem Kretscham mit Bierausschank. Diesen verkaufte Carl von Strasolde 1629 dem Johann Angelo von Morgante auf Volpersdorf, der ihn zusammen mit weiteren Besitzungen 1637 dem Georg von Gronenberg verkaufte. Dieser verband den Kretscham mit seinem Oberschwedeldorfer Engelgut. Beides war Lehensbesitz, der 1638 vom böhmischen König Ferdinand III. ins Erbe gesetzt wurde. 1640 verkaufte Georg von Gronenberg seine Güter einschließlich des Mügwitzer Kretschams dem kaiserlichen Obristen Wolfgang Ferdinand von Fitsch, der den Kretscham mit der Herrschaft Koritau verband, die bereits in seinem Besitz war. Nachdem das Dorf Mügwitz mit Ausnahme des Hospitalanteils seit 1628 im Besitz der Jesuiten war, erfolgte der Bierausschank vermutlich seit 1684 aus dem jesuitischen Bräuhaus in Niederschwedeldorf.

Nach dem Ersten Schlesischen Krieg 1742 und endgültig mit dem Hubertusburger Frieden 1763 kam Mügwitz zusammen mit der Grafschaft Glatz an Preußen. 1787 übernahm der preußische Staat mit dem gesamten jesuitischen Grundbesitz auch das Mügwitzer Stiftsgut und verkaufte es an den preußischen Staatsminister Friedrich Wilhelm von Reden auf Niederschwedeldorf. Für 1795 sind nachgewiesen: Ein Vorwerk, sieben Bauern, zehn Gärtner sowie ein Kretscham mit dem Recht des Bierausschanks.
Nach der Neugliederung Preußens gehörte Mügwitz ab 1815 zur Provinz Schlesien und wurde 1816 dem Landkreis Glatz eingegliedert, mit dem es bis 1945 verbunden blieb. Ab 1874 gehörte die  Landgemeinde Mügwitz zum Amtsbezirk Koritau. 1939 wurden 120 Einwohner gezählt. Als Folge des Zweiten Weltkriegs fiel Mügwitz 1945 wie fast ganz Schlesien an Polen und wurde in Mikowice umbenannt. Die neu angesiedelten Bewohner waren teilweise Zwangsumgesiedelte aus Ostpolen, das an die Sowjetunion gefallen war. 1975–1998 gehörte Mikowice zur Woiwodschaft Wałbrzych (Waldenburg).

## Sehenswürdigkeiten
- Bildstock mit der Darstellung der hl. Dreifaltigkeit aus dem Jahre 1739.